# Kegeldak

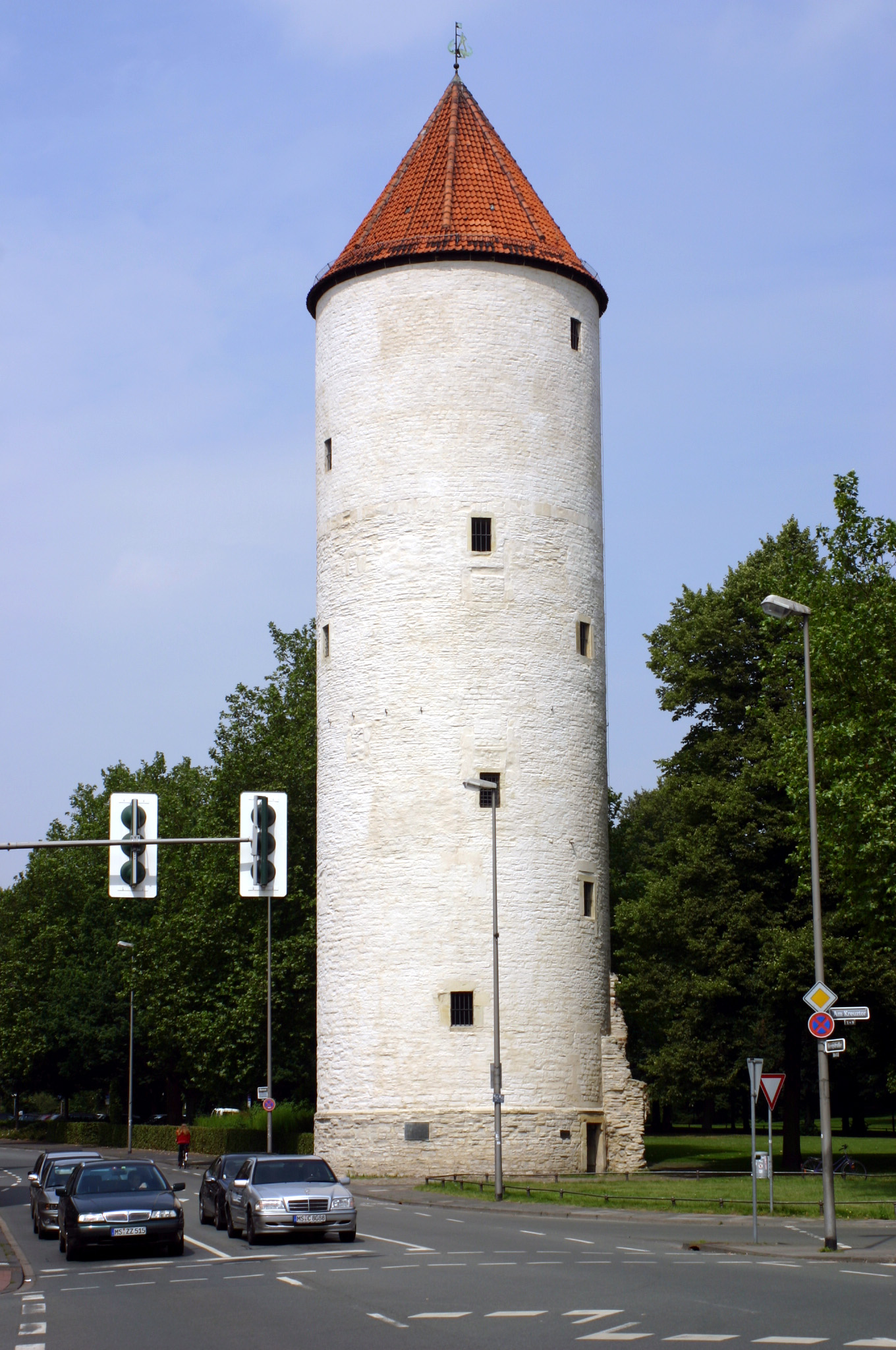
Kegeldak op de Buddenturm in Münster

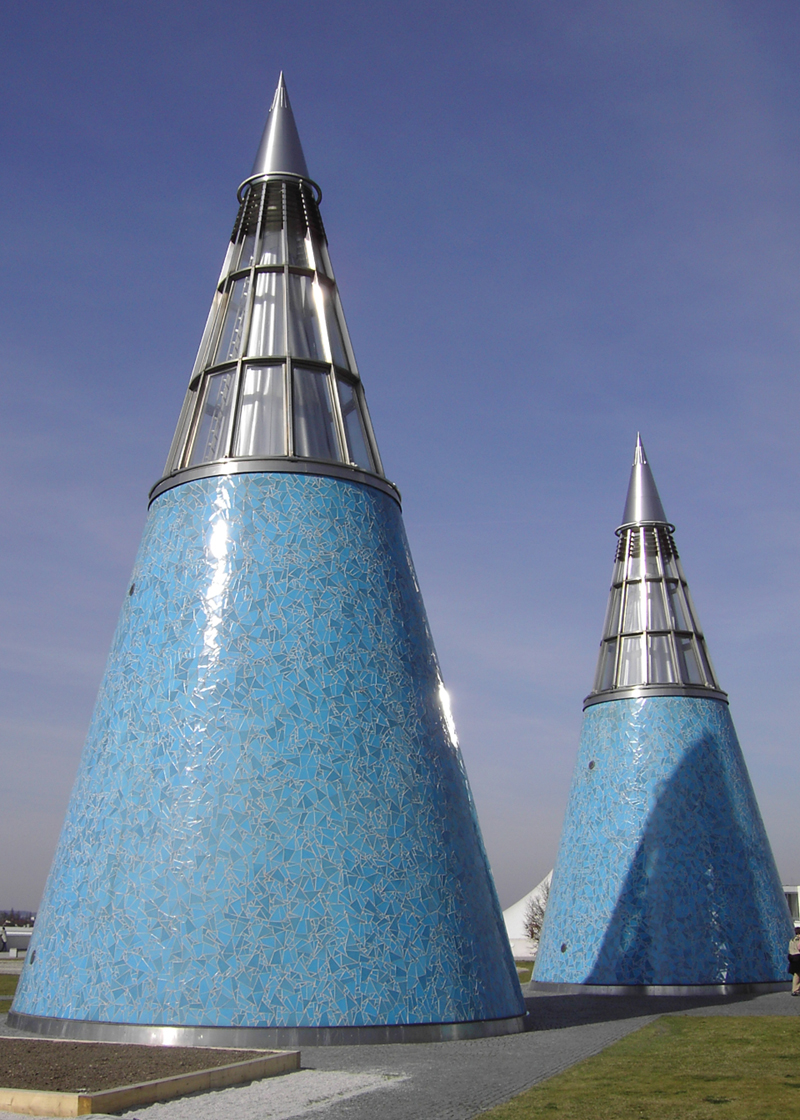
Moderne kegeldaken op de Bundeskunsthalle in Bonn

Een kegeldak is een dakvorm in de vorm van een kegel met mogelijkheden van een stompe tot een spitse hoek. Hoofdzakelijk kwamen ze voor als de daken van torens van middeleeuwse verdedigingswerken en burchten. Daar konden ze hetzij met de buitenwand van een toren eindigen (respectievelijk met een dakoverschot uitsteken) of als opgezette helm op het verdedigingsplatform staan. Hier waren waterspuwers voor de afvoer van het regenwater noodzakelijk. In dit geval was het kegeldak door een muur, borstwering of kantelen omgeven. Kegelvormige daken waren meestal gemaakt van een constructie met houten balken en met leien gedekt, in zeldzame gevallen van steen.